# 中落悪水路
中落悪水路（なかおとしあくすいろ）は、埼玉県久喜市及び幸手市を流れる準用河川である。

## 概要
久喜市桜田にある鷲宮産業団地東側付近に端を発し、幸手市大字中川崎の水田地帯を東に向かう。大字下川崎との境界付近で南方に流れを変え、葛西用水路の北側で再び東に向かい、埼玉県道153号幸手久喜線を南側へと横断したのち、幸手駅北西にて倉松川に合流する。
上流域の幸手市大字中川崎や大字下川崎では水田などの農地の中を流下し、主として農業排水路として用いられているが、中五丁目付近より流域周辺は市街地となり、都市排水路の様相を呈してくる。なお、流路の詳細に関しては下記の流路節を参照されたい。

## 流路
- 起点：久喜市桜田所在の鷲宮産業団地東側付近
- 鷲宮産業団地を離れ、幸手市大字中川崎の水田地帯を東へ流下する。
- 大字中川崎（南側）と大字下川崎（北側）の境界を成す付近より次第に南東・南南東方面へと曲流し流下する。その後、大字下川崎を南東へ流れる。
- 中五丁目に入る直前に葛西用水路に接近する（葛西用水路は中落悪水路の南方を流れる。合流はしない）。
- 中五丁目より流域周辺は市街地（住宅地）となり、その中を東南東へ流下する。
- 埼玉県道153号幸手久喜線を南側へ横断する。
- 南三丁目を南東へ流れる。
- 南三丁目の幸手駅北西にて北より流下して来る倉松川に合流し、終点となる。
- 終点：倉松川

## 橋梁

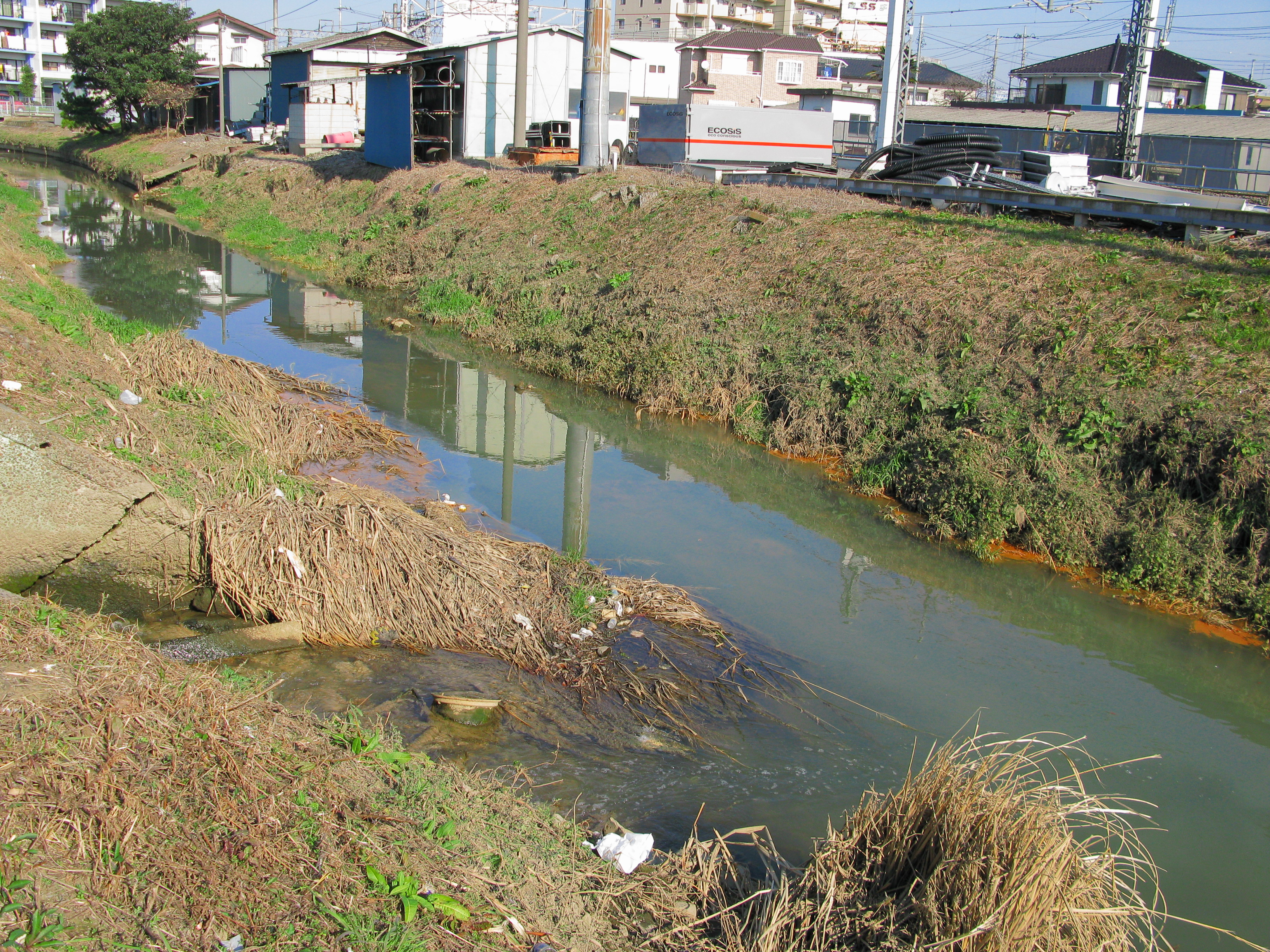
中落悪水路と倉松川の合流点

- 山王橋
- （埼玉県道153号幸手久喜線）

## 流域周辺の施設
- 弦代公園
- 鷲宮産業団地
- 幸手市香日向地区住宅団地
- 葛西用水路
- 東武日光線
- 幸手駅

## 関連自治体
- 久喜市[要出典]
- 幸手市